# Diócesis de Tonga
La diócesis de Tonga (en latín: Dioecesis Tongana, en inglés: Roman Catholic Diocese of Tonga y en tongano: Taiosisi 'o Tonga) es una circunscripción eclesiástica de la Iglesia católica en Tonga y Niue. Se trata de una diócesis latina, inmediatamente sujeta a la Santa Sede y agregada a la provincia eclesiástica de la arquidiócesis de Suva. Desde el 12 de diciembre de 2006 su obispo es el cardenal Soane Patita Paini Mafi.

## Territorio y organización

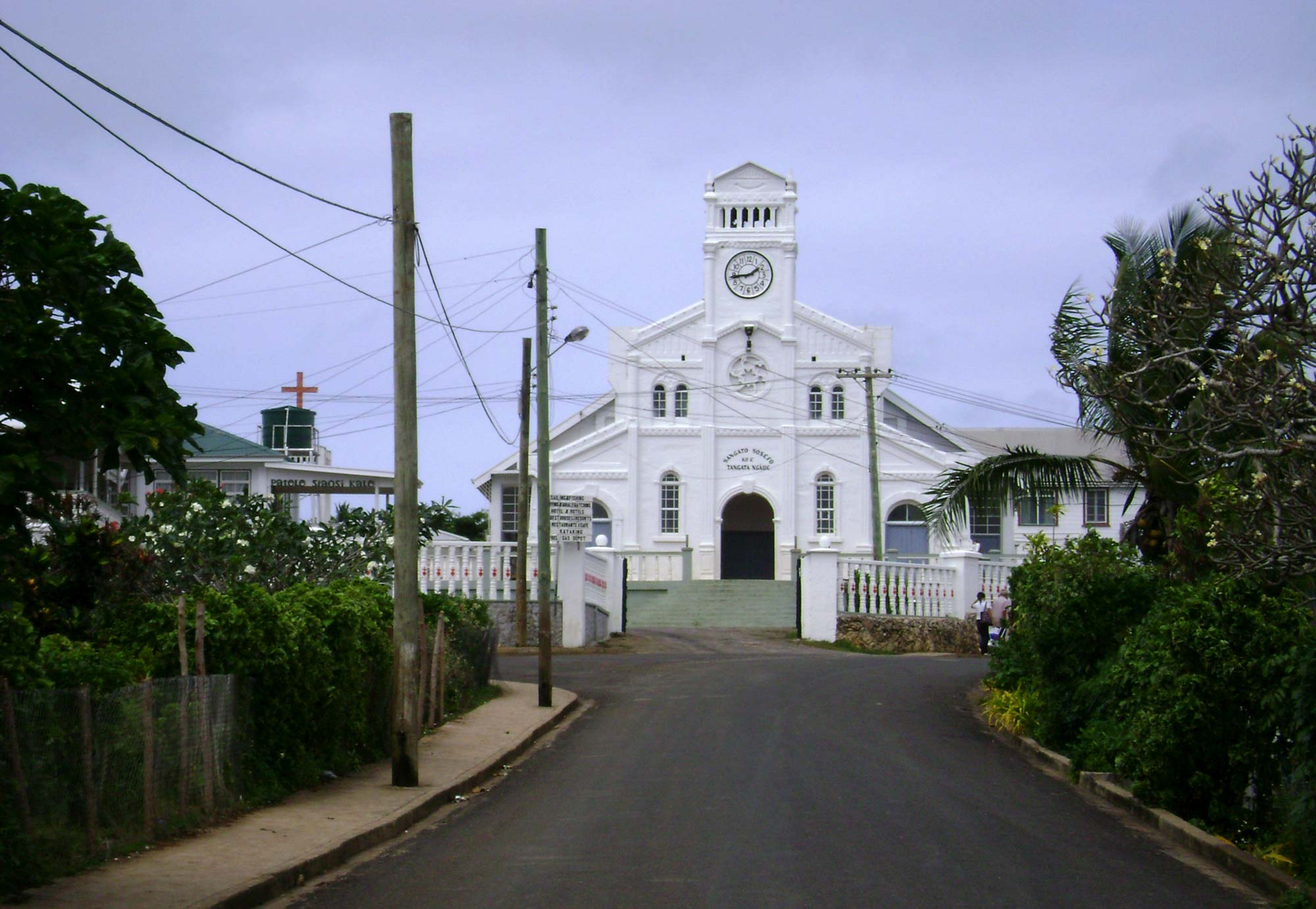
Iglesia de San José, en el suburbio de Fungamisi en Neiafu

La diócesis tiene 947 km² y extiende su jurisdicción sobre los fieles católicos de rito latino residentes en todo el territorio de Tonga y en el estado asociado a Nueva Zelanda de Niue.
La sede de la diócesis se encuentra en la ciudad de Nukualofa, ubicada en la la isla de Tongatapu, en donde se halla la Catedral de Santa María Inmaculada y la basílica de San Antonio de Padua.
En 2023 en la diócesis existían 16 parroquias, entre las cuales se halla la parroquia de San José, en Alofi North, en Niue.

## Historia

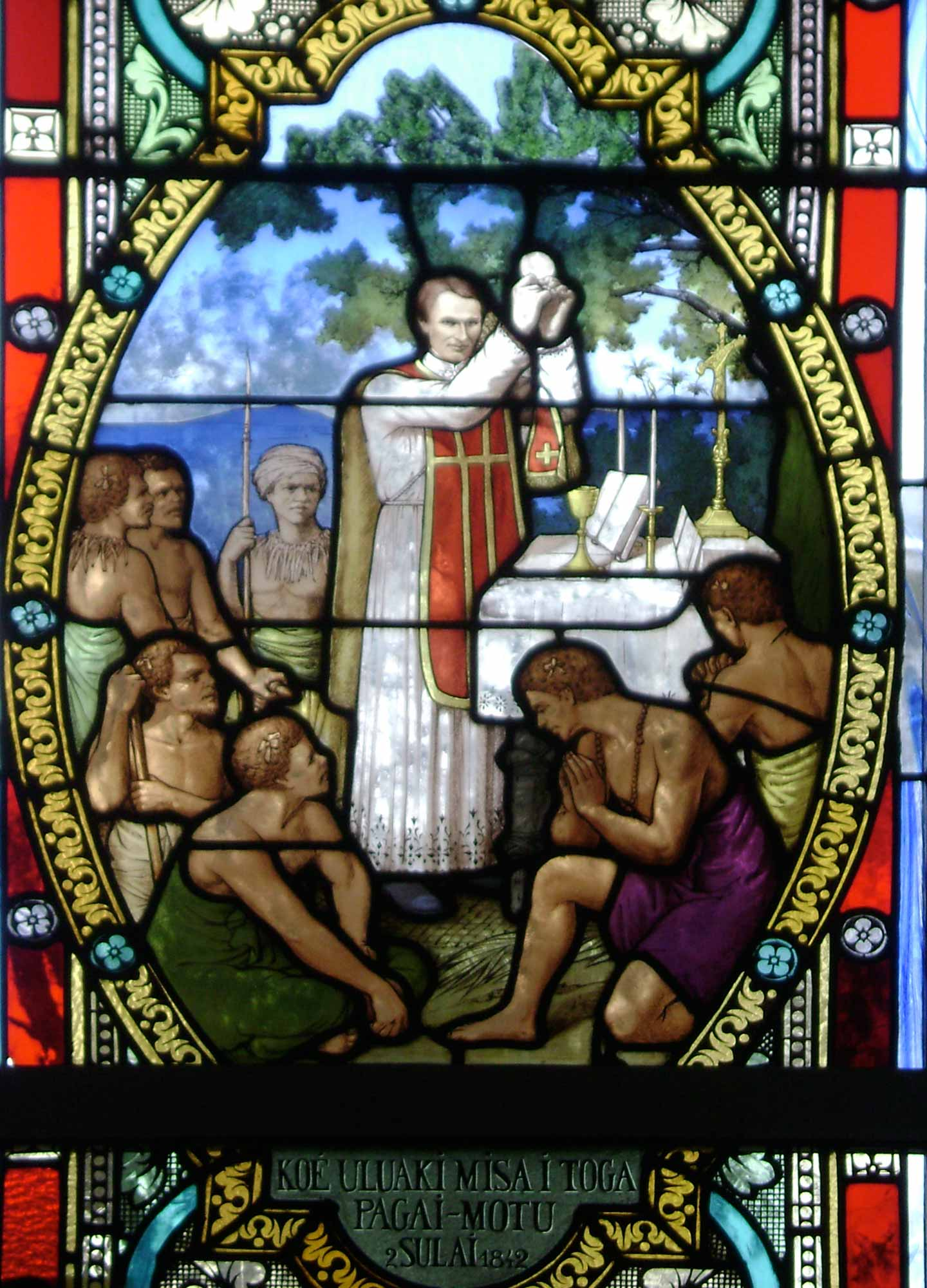
Vitral de la Iglesia San Miguel, en Lapaha, representando la primera misa católica en Tonga

La primera misa en Tonga fue celebrada el 1 de julio de 1842 al pie de la colina de la isla de Pangaimotu.
Fue erigida como el vicariato apostólico de Oceanía Central el 23 de agosto de 1842 mediante el breve Pastoris aeterni del papa Gregorio XVI separando territorio del vicariato apostólico de Oceanía Occidental (hoy diócesis de Auckland).
Posteriormente, cedió porciones de su territorio en varias ocasiones para la erección de nuevas circunscripciones eclesiásticas:
- el vicariato apostólico de Nueva Caledonia (hoy arquidiócesis de Numea) el 23 de julio de 1847 mediante el breve Apostolici ministerii del papa Pío IX.[5]
- el vicariato apostólico de las Islas Navegantes o Samoa (hoy arquidiócesis de Samoa-Apia) el 20 de agosto de 1850 mediante el breve Illud sane del papa Pío IX.[6]
- la prefectura apostólica de las Islas Fiyi (hoy la arquidiócesis de Suva) el 27 de marzo de 1863.
- la prefectura apostólica de Wallis y Futuna (hoy diócesis de Wallis y Futuna) el 11 de noviembre de 1935 mediante la bula Quidquid fidei del papa Pío XI.[7]

El 13 de abril de 1937 mediante el decreto Cum Excellentissimus de la Congregación de Propaganda Fide, asumió el nombre de vicariato apostólico de las Islas Tonga, que cambió el 22 de marzo de 1957 por vicariato apostólico de las Islas Tonga y Niue.
El 25 de agosto de 1955 se celebró la primera misa en Niue.
El 21 de junio de 1966, mediante la bula Prophetarum voces del papa Pablo VI, el vicariato apostólico fue elevado a diócesis y tomó su nombre actual.
El 13 de mayo de 1972 cedió la isla de Niue a la diócesis de Rarotonga mediante el decreto Cum ad bonum de la Congregación para la Evangelización de los Pueblos. Sin embargo, el decreto fue revertido posteriormente.
El papa Francisco anunció durante el rezo del ángelus del 4 de enero de 2015 que el obispo Soane Patita Paini Mafi, presidente de la Conferencia Episcopal del Pacífico, sería creado cardenal en el Consistorio Público de febrero de 2015.

## Estadísticas
Según el Anuario Pontificio 2024 la diócesis tenía a fines de 2023 un total de 13 742 fieles bautizados.
| Año                                                                             | Población            | Población | Población      | Sacerdotes | Sacerdotes    | Sacerdotes    | Bautizados por sacerdote | Diáconos permanentes | Religiosos | Religiosos | Parroquias |
| Año                                                                             | Bautizados católicos | Total     | % de católicos | Total      | Clero secular | Clero regular | Bautizados por sacerdote | Diáconos permanentes | Varones    | Mujeres    | Parroquias |
| ------------------------------------------------------------------------------- | -------------------- | --------- | -------------- | ---------- | ------------- | ------------- | ------------------------ | -------------------- | ---------- | ---------- | ---------- |
| 1950                                                                            | 6388                 | 32 000    | 20.0           | 12         | 3             | 9             | 532                      |                      | 9          | 38         |            |
| 1970                                                                            | 14 488               | 92 800    | 15.6           | 27         | 6             | 21            | 536                      |                      | 24         | 82         | 13         |
| 1980                                                                            | 14 936               | 90 072    | 16.6           | 25         | 9             | 16            | 597                      |                      | 32         | 39         | 13         |
| 1990                                                                            | 12 637               | 92 365    | 13.7           | 23         | 14            | 9             | 549                      |                      | 33         | 51         | 13         |
| 1999                                                                            | 15 539               | 97 446    | 15.9           | 19         | 10            | 9             | 817                      |                      | 20         | 48         | 13         |
| 2000                                                                            | 15 539               | 97 446    | 15.9           | 19         | 10            | 9             | 817                      |                      | 25         | 51         | 13         |
| 2001                                                                            | 15 339               | 97 446    | 15.7           | 22         | 13            | 9             | 697                      |                      | 27         | 43         | 13         |
| 2002                                                                            | 15 799               | 97 926    | 16.1           | 23         | 13            | 10            | 686                      |                      | 26         | 44         | 11         |
| 2003                                                                            | 15 767               | 97 894    | 16.1           | 22         | 14            | 8             | 716                      |                      | 28         | 40         | 13         |
| 2004                                                                            | 15 767               | 97 894    | 16.1           | 27         | 18            | 9             | 583                      |                      | 26         | 47         | 13         |
| 2010                                                                            | 13 367               | 103 391   | 12.9           | 38         | 29            | 9             | 351                      |                      | 15         | 41         | 14         |
| 2014                                                                            | 14 332               | 103 391   | 13.9           | 31         | 19            | 12            | 462                      |                      | 20         | 39         | 14         |
| 2017                                                                            | 14 691               | 103 398   | 14.2           | 26         | 17            | 9             | 565                      |                      | 15         | 47         | 14         |
| 2020                                                                            | 12 297               | 102 275   | 12.0           | 39         | 28            | 11            | 315                      |                      | 14         | 33         | 15         |
| 2022                                                                            | 12 520               | 101 833   | 12.3           | 43         | 32            | 11            | 291                      | 3                    | 14         | 35         | 15         |
| 2023                                                                            | 13 742               | 101 803   | 13.5           | 63         | 46            | 17            | 218                      | 3                    | 22         | 48         | 16         |
| Fuente: Catholic-Hierarchy, que a su vez toma los datos del Anuario Pontificio. |                      |           |                |            |               |               |                          |                      |            |            |            |

## Episcopologio

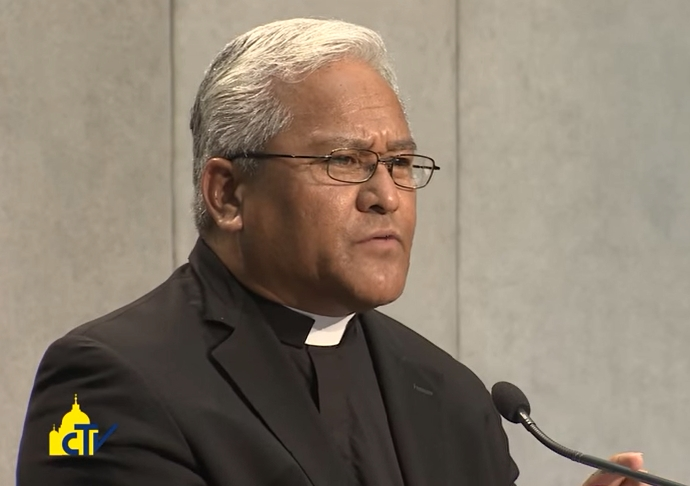
Cardenal Soane Patita Paini Mafi, obispo de Tonga desde 2008

- Pierre Marie Bataillon, S.M. † (22 de noviembre de 1842-28 de septiembre de 1872[nota 2] renunció)
- Aloys Elloy, S.M. † (28 de septiembre de 1872 por sucesión[nota 3]-22 de noviembre de 1878 falleció)
- Jean-Amand Lamaze, S.M. † (9 de mayo de 1879-9 de septiembre de 1906 falleció)
- Armand Olier, S.M. † (9 de septiembre de 1906 por sucesión-17 de septiembre de 1911 falleció)
- Joseph-Félix Blanc, S.M. † (17 de febrero de 1912-1953 renunció)
- John Rodgers, S.M. † (29 de junio de 1953-7 de abril de 1972 renunció[nota 4])
- Patelisio Punou-Ki-Hihifo Finau, S.M. † (7 de abril de 1972 por sucesión-4 de octubre de 1993 falleció)
- Soane Lilo Foliaki, S.M. † (10 de junio de 1994-18 de abril de 2008 retirado)
- Soane Patita Paini Mafi, por sucesión el 18 de abril de 2008